# Christina Arends
Christina Elisabeth Arends (* 23. Mai 1991 in Bamberg) ist eine deutsche Schauspielerin.

## Leben
Christina Arends absolvierte ihre Schauspielausbildung ab 2011 an der damaligen Konservatorium Wien Privatuniversität, der späteren Musik und Kunst Privatuniversität der Stadt Wien, die sie 2015 als Bachelor abschloss. Workshops besuchte sie bei Teresa Harder und Theresa Sophie Albert. Am Sommertheater Winterthur stand sie 2015 als Sarah in Auf ein Neus, 2016 als Anna in Der Vorname und 2017 als Diana Pryce in Heiraten für Anfänger auf der Bühne.
Im Thriller Tag X von Manuel Weiss spielte sie Kommissarin Hofberger, in der auf der Streaming-Plattform Joyn veröffentlichten Serie Singles’ Diaries war sie 2019 als Silke zu sehen. In der Folge Parasomnia (2020) der Krimireihe Tatort verkörperte sie in kurzen Rückblicken neben Hannah Schiller als 14-jährige Talia deren Mutter. Von November 2020 (Folge 3491) bis Dezember 2021 (Folge 3729) spielte sie in der ARD-Telenovela Sturm der Liebe die Rolle der Hauptfigur Maja Vogt, adopt. von Thalheim, Adoptivtochter von Selina von Thalheim, dargestellt von Katja Rosin, als Protagonistin der 17. Staffel an der Seite von Arne Löber als Florian Vogt. Im gleichen Jahr übernahm sie auch eine Sprechrolle im FYEO-True-Crime-Podcast Lynn ist nicht allein. Dort sprach sie in zwei Episoden die Rolle der Wirtin Sophie.
2025 übernahm sie in der RTL-Serie Gute Zeiten, schlechte Zeiten als Paulina Wendland eine Gastrolle.

## Filmografie
- 2019: Singles’ Diaries (Fernsehserie, 2 Folgen)
- 2019: Tag X
- 2020: Lynn ist nicht allein (Mini-Serie, 2 Folgen)
- 2020: Tatort: Parasomnia (Fernsehreihe)
- 2020–2022: Sturm der Liebe (Fernsehserie, 243 Folgen)
- 2021: Making Margot (Kurzfilm)
- 2021: Blockjunge (Kurzfilm)
- 2023: Hitlerputsch 1923 – Das Tagebuch der Paula Schlier
- 2023: Hubert ohne Staller (Fernsehserie, Folge Das letzte Abendmahl)
- 2024: Watzmann ermittelt (Fernsehserie, Folge Trugschluss)
- 2025: Gute Zeiten, schlechte Zeiten (Fernsehserie)